# 653 (numero)
Seicentocinquantatré (653) è il numero naturale dopo il 652 e prima del 654.

## Proprietà matematiche
- È un numero dispari.
- È un numero difettivo.
- È un numero primo.
  - È un numero primo di Sophie Germain.
  - È un numero primo troncabile a sinistra.
  - È un numero primo di Eisenstein.
- È un numero palindromo nel sistema di numerazione posizionale a base 13 (3B3).
- È un numero felice.
- È un numero congruente.
- È parte delle terne pitagoriche (315, 572, 653), (653, 213204, 213205).

## Astronomia
- 653 Berenike è un asteroide della fascia principale del sistema solare.
- NGC 653 è una galassia spirale della costellazione di Andromeda.

## Astronautica
- Cosmos 653 è un satellite artificiale russo.